# Lži a zrady
Lži a zrady (v originále Mensonges et trahisons et plus si affinités…) je francouzský hraný film z roku 2004, který režíroval Laurent Tirard podle vlastního scénáře. Snímek měl světovou premiéru dne 8. září 2004.

## Děj
Raphaël je spisovatel, který píše na zakázku. Píše autobiografie slavných osobností a lituje, že nevydal román pod svým jménem. Přes podporu své přítelkyně Muriel nemůže najít motivaci pro autobiografii Kevina, skvělého fotbalisty. Zjistí, že snoubenkou šampiona je Claire, jeho první studentská láska, do které je stále zamilovaný.

## Obsazení
| Édouard Baer           | Raphaël Jullian                           |
| Marie-Josée Croze      | Muriel Bellivier, architektka             |
| Clovis Cornillac       | Kevin Storena, fotbalista                 |
| Alice Taglioniová      | Claire, Kevinova přítelkyně               |
| Éric Berger            | Jeff, fotograf, Raphaëlův přítel          |
| Jean-Michel Lahmi      | Max, obchodník na burze, Raphaëlův přítel |
| Jean-Christophe Bouvet | Raphaëlův vydavatel                       |
| Jean Dell              | Raphaëlův otec                            |
| Raphaël Fuchs          | Raphaël jako mladý                        |
| Judith El Zein         | yuppie                                    |
| Florence d'Azémar      | yuppie                                    |
| Suzanne Legrand        | yuppie                                    |
| Nuria Solé             | topmodelka                                |

## Ocenění
- Cena vize na francouzsko-amerických filmových setkáních v Avignonu (Gilles Henry)
- César: nejlepší herec ve vedlejší roli (Clovis Cornillac)